# Sturm (SA, SS, NSKK)
Sturm (Nederlands: Storm) was een onderdeel van een gevechtsformatie in de SA, SS en NSKK van de NSDAP, vergelijkbaar met een hedendaagse compagnie. Een hiërarchisch hogere formatie was een Sturmbann.

## Samenstelling
De naam, die oorspronkelijk afkomstig was van de SA, werd sinds 1930 gebruikt in de andere naziorganisaties, waaronder de gewapende SS-eenheden (SS-Verfügungstruppe en SS-Totenkopfverbände). In de Waffen-SS werd een Sturm een Kompanie, Zug of Truppe genoemd, afhankelijk van het exacte formaat van de eenheid. Aanvankelijk werd de term "Sturm" ook gebruikt in de Leibstandarte en de SS-Verfügungstruppe, maar deze werd in SS-eenheden snel vervangen door de termen die werden gebruikt in de Wehrmacht, wat op zijn beurt leidde tot de afkeuring van Himmler. Ook het NSKK, de paramilitaire transportdienst van de nazipartij, en het vergelijkbare Transportkorps Speer kenden dergelijke formaties.
Een Sturm werd meestal geleid door een SS-Untersturmführer (tweede luitenant), SS-Obersturmführer (eerste luitenant) of SS-Hauptsturmführer (kapitein).
Elke actieve Sturm bestond tot oktober 1934 uit drie Truppen, Lumsden vermeldt: vier Truppen of Züge (pelotons) per Sturm. Elke Trupp was weer onderverdeeld in drie tot vijf Scharen (secties). Een Schar bestond uit tien of vijftien manschappen, Miller vermeldt: 3 tot 13 manschappen als grote van de Schar. Die waren weer onderverdeeld in twee of drie Rotten, wat de kleinste eenheid in de Schutzstaffel was. Elke Rotte (sectie) bestond weer uit vijf manschappen, die weer geleid werd door een Rottenführer.